# Qubits físics i lògics

Aquesta imatge mostra la definició general d'un qubit (bit quàntic) com l'estat quàntic d'un sistema quàntic de dos nivells.

En la informàtica quàntica, un qubit és una unitat d'informació anàloga a un bit (dígit binari) en la informàtica clàssica, però es veu afectat per propietats mecàniques quàntiques com ara la superposició i l'entrellat que permeten que els qubits siguin d'alguna manera més potents que els bits clàssics per algunes tasques. Els qubits s'utilitzen en circuits quàntics i algorismes quàntics compostos per portes lògiques quàntiques per resoldre problemes computacionals, on s'utilitzen per a càlculs d'entrada/sortida i intermedis.
Un qubit físic és un dispositiu físic que es comporta com un sistema quàntic de dos estats, utilitzat com a component d'un sistema informàtic. Un qubit lògic és un qubit físic o abstracte que funciona tal com s'especifica en un algorisme quàntic o circuit quàntic subjecte a transformacions unitàries, té un temps de coherència prou llarg per ser utilitzat per portes lògiques quàntiques (cf. retard de propagació per a portes lògiques clàssiques).
Des del desenvolupament del primer ordinador quàntic l'any 1998, la majoria de tecnologies utilitzades per implementar qubits s'enfronten a problemes d'estabilitat, decoherència, tolerància a fallades i escalabilitat. Per això, es necessiten molts qubits físics per a la correcció d'errors per produir una entitat que es comporta lògicament com ho faria un únic qubit en un circuit o algorisme quàntic; aquest és el tema de la correcció d'errors quàntics. Així, els qubits lògics contemporanis solen consistir en molts qubits físics per proporcionar estabilitat, correcció d'errors i tolerància a errors necessaris per realitzar càlculs útils.
L'any 2023, els investigadors de Google van mostrar com la correcció d'errors quàntics pot millorar el rendiment del qubit lògic augmentant el recompte físic del qubit. Aquests resultats van trobar que un qubit lògic més gran (49 qubits físics) tenia una taxa d'error més baixa, al voltant del 2,9 per cent per ronda de correcció d'errors, en comparació amb una taxa d'aproximadament un 3,0 per cent per al qubit lògic més petit (17 qubits físics).
El 2024, els investigadors d'IBM van crear un codi de correcció d'errors quàntics 10 vegades més eficient que les investigacions anteriors, protegint 12 qubits lògics durant aproximadament un milió de cicles de comprovació d'errors amb 288 qubits. El treball demostra la correcció d'errors en dispositius a curt termini alhora que redueix la sobrecàrrega: el nombre de qubits físics necessaris per mantenir els errors baixos.
El 2024, Microsoft i Quantinuum van anunciar resultats experimentals que mostraven que es podrien crear qubits lògics amb significativament menys qubits físics. L'equip va utilitzar tècniques de correcció d'errors quàntics desenvolupades per Microsoft i el maquinari d'ions atrapats de Quantinuum per utilitzar 30 qubits físics per formar quatre qubits lògics. Els científics van utilitzar un sistema de virtualització qubit i extracció activa de síndrome, també anomenada correcció d'errors repetits per aconseguir-ho. Aquest treball defineix com aconseguir qubits lògics dins de la computació quàntica.

## Visió general
S'ha demostrat que les operacions de portes quàntiques d'1 bit i 2 bits són universals. Un algorisme quàntic es pot instanciar com un circuit quàntic.
Un qubit lògic especifica com s'ha de comportar un únic qubit en un algorisme quàntic, subjecte a operacions de lògica quàntica que es poden construir a partir de portes de lògica quàntica. Tanmateix, els problemes de les tecnologies actuals impedeixen que els sistemes quàntics de dos estats únics, que es poden utilitzar com a qubits físics, codifiquen i retinguin de manera fiable aquesta informació durant el temps suficient per ser útils. Per tant, els intents actuals de produir ordinadors quàntics escalables requereixen una correcció d'errors quàntics i s'han d'utilitzar múltiples (actualment molts) qubits físics per crear un únic qubit lògic tolerant a errors. Depenent de l'esquema de correcció d'errors utilitzat i de les taxes d'error de cada qubit físic, es podria formar un únic qubit lògic de fins a 1.000 qubits físics.

## Informàtica quàntica topològica
S'ha proposat que l'enfocament dels qubits topològics, que aprofita els efectes topològics de la mecànica quàntica, necessita molts menys o fins i tot un únic qubit físic per qubit lògic. Els qubits topològics es basen en una classe de partícules anomenades anyons que tenen espín que no és ni semi-integral (fermions) ni integral (bosons) i, per tant, no obeeixen ni les estadístiques de Fermi-Dirac ni les estadístiques de Bose-Einstein del comportament de les partícules. Anyons presenten simetria de trenes en les seves línies del món, que té propietats desitjables per a l'estabilitat dels qubits. Notablement, qualsevol persona ha d'existir en sistemes restringits a dues dimensions espacials o menys, segons el teorema de l'espín-estadística, que estableix que en 3 o més dimensions espacials només són possibles fermions i bosons.